# Tryonicus monteithi
Tryonicus monteithi är en kackerlacksart som beskrevs av Roth, L. M. 1987. Tryonicus monteithi ingår i släktet Tryonicus och familjen storkackerlackor. Inga underarter finns listade i Catalogue of Life.